# Combretum psidioides
Combretum psidioides är en tvåhjärtbladig växtart. Combretum psidioides ingår i släktet Combretum och familjen Combretaceae.

## Underarter
Arten delas in i följande underarter:
- C. p. dinteri
- C. p. glabrum
- C. p. grandifolium
- C. p. psidioides
- C. p. psilophyllum